# Fronhof (Altendorf)

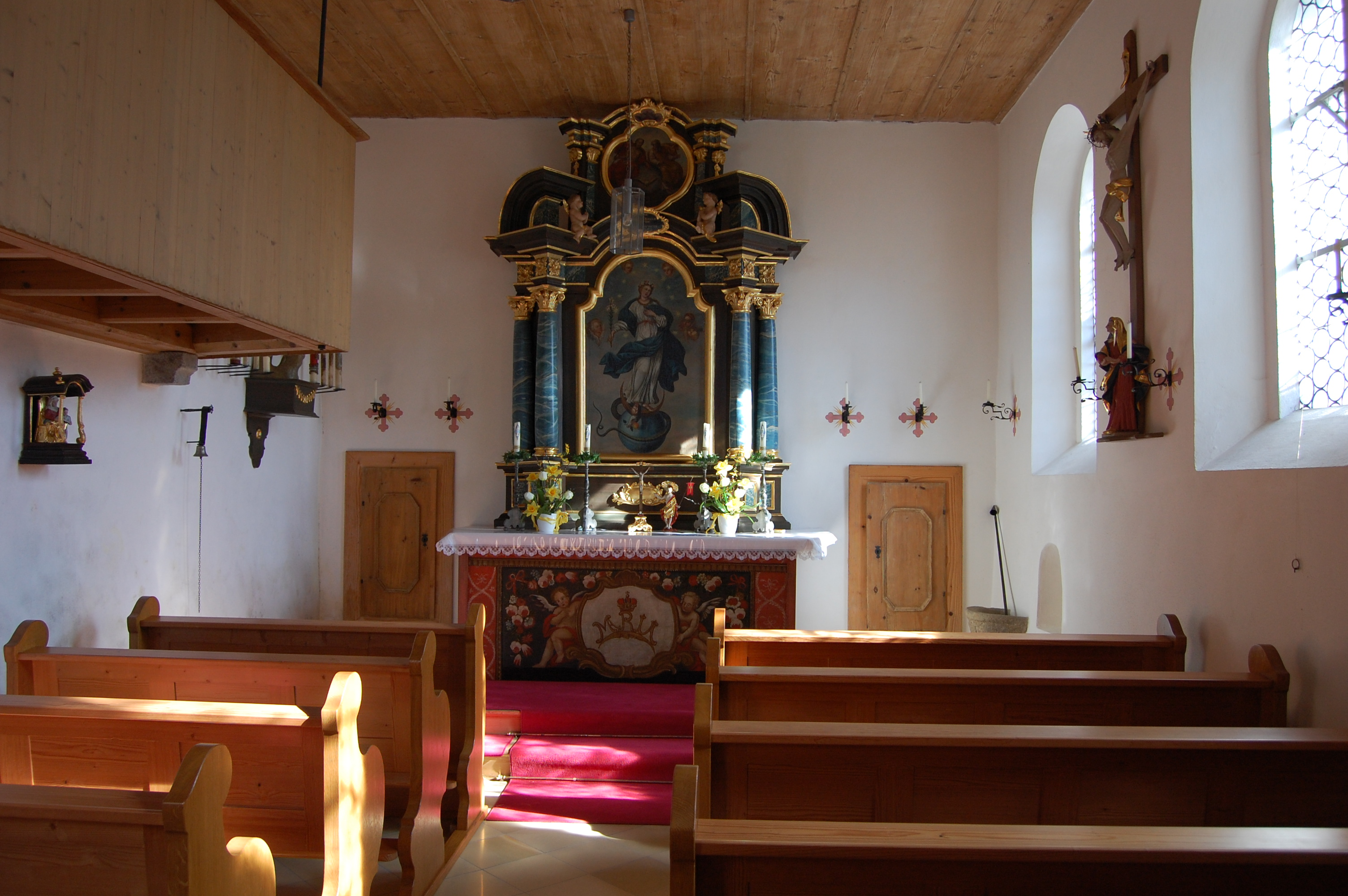
Innenansicht der Schlosskapelle (2010)

Fronhof ([ˈfʁoːnˌhoːf] ) ist ein Gemeindeteil der Gemeinde Altendorf im Oberpfälzer Landkreis Schwandorf und Mitglied der Verwaltungsgemeinschaft Nabburg.

## Geographie
Fronhof liegt in der Region Oberpfalz-Mitte südöstlich der Stadt Nabburg. Vom historischen Schloss Fronhof sind nur mehr von Gras überwachsene und von landwirtschaftlichen Gebäuden überbaute Mauerreste geblieben. In der Ortsmitte steht die kleine Schlosskapelle. Der Ort liegt an der Murach, einem Nebenfluss der Schwarzach. Die Staatsstraße 2159 von Oberviechtach nach Zangenstein führt an dem Ort vorbei.

## Geschichte
Entlang des Flusses Schwarzach belegen zahlreiche Funde prähistorische Siedlungen (z. B. Uckersdorf). Diese Siedlungen sind seit der Bronzezeit  durch Funde wissenschaftlich nachgewiesen. Der Ort Fronhof ist eine Rodungssiedlung. An die im 11./12. Jahrhundert einsetzende Rodungswelle mit den "richt"- und -"ried"-Orten schlossen sich die im 13./14. Jahrhundert entstandenen Ausbausiedlungen der -"hofen" und "-hof"-Orte, von denen es in der Gemeinde Altendorf eine Reihe gibt, an.
Fronhof war im Besitz der Zenger. Friedrich der Zenger wird 1356, Jordan der Zenger 1359, Andre der Zenger 1377 sowie Allt der Zenger 1383 genannt. Das Leuchtenberger Lehenbuch berichtet von einer Burg „Frunhof und auch was daczu gehört“.
Im Jahre 1419 ist Stephan von Pertolzhofen als Eigentümer von Fronhof genannt. Aus dem Jahre 1524 stammt eine erste Lehensurkunde. In der Urkunde wird aufgeführt, was zum Lehen gehört. „... die veste zum Fronhove vnd der Schetzenpuchel, auch ein hove zum Fronhove vnd zwey teyle der Tafern vund ein Lehen daselbst, ...“. Die Pertolzhofer haben das Gut Fronhof bis 1669 besessen.
Hans Jocob Miller von Altammerthal erhielt das Lehen in der Folgezeit. Anna Maria Renata von Freudenberg folgte, später übernahm ihr Sohn Wolf Albrecht von Freudenberg den Besitz. 1765 wurde das Gut Fronhof an Wolf Christoph Freiherrn von Bernclau für 32300 Gulden verkauft.
1794 kam es zu einem Tauschgeschäft. Joseph Freiherr von Karg sollte Fronhof übernehmen. Dafür erhielt Caspar von Bernclau die Lehen Reichenstein und Frauenstein bei Stadlern. Freiherr von Karg verstarb, so ging der Besitz an Maria Anna von Karg über. Nachfolger war Theobald Freiherr von Anethan.

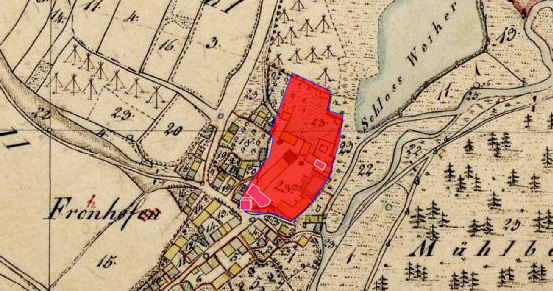
Lageplan von Schloss Fronhof auf dem Urkataster von Bayern

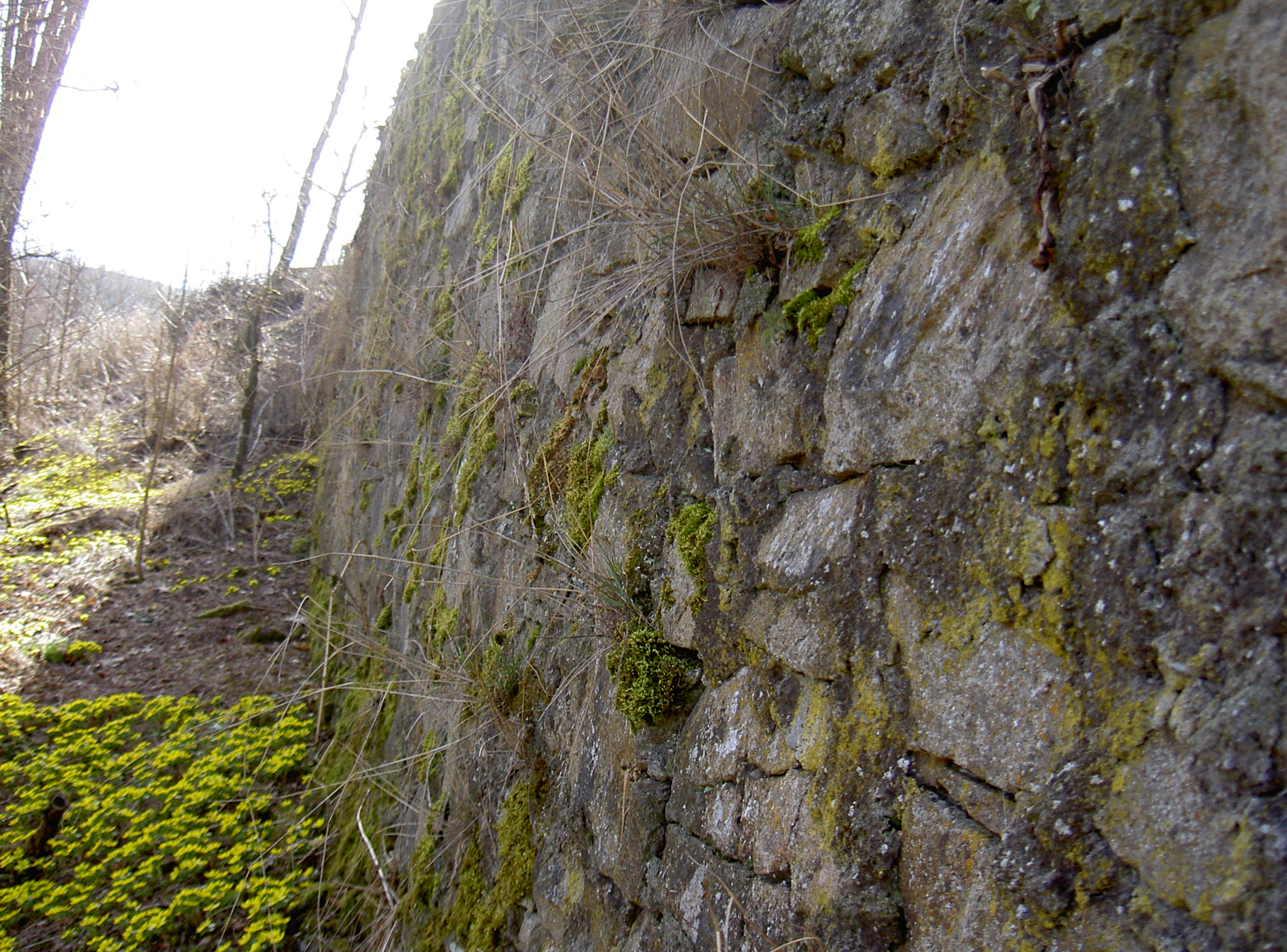
Burgbefestigung (Fronhof)

1947 wurden die Schlossgebäude abgerissen, heute existiert davon nur noch die Schlosskapelle, welche im Jahre 1729 erbaut und in den Jahren 1999/2000 vom Schlosskapellenverein renoviert wurde. Die Anlage wird als Bodendenkmal unter der Aktennummer D-3-6539-0158 im Bayernatlas als „archäologische Befunde im Bereich des abgegangenen frühneuzeitlichen Schlosses von Fronhof, zuvor mittelalterliche Burg“ geführt. Ebenso ist sie unter der Aktennummer D-3-76-112-15  als denkmalgeschütztes Baudenkmal von Fronhof verzeichnet.
Am 1. Juli 1972 wurde der bis dahin selbständige Ort in die Gemeinde Altendorf eingegliedert.